# Град духова
Град духова је напуштено село или неко друго насеље, које за собом оставља трагове постојања. Град постаје град духова због разних економских криза, па чак и катастрофа, природних или оних изазваних људском делатношћу, као што су поплаве, дејство владе, анархија, рат, загађење, нуклеарне несреће. Овај појам се такође може односити и на места која су и даље насељена, али изразито мање због велике незапослености или других фактора у прошлости.
Неки градови духова, посебно они који имају развијену инфраструктуру постали су туристичка атракција. Нпр. Банак, Калико, Сентрејлија, Оутмен, Саут Пес Сити у Вајомингу, Баркервил у Канади, Крако у Италији, Елизабет Беј и Колменскоп у Намибији, Припјат у Украјини, и Данушкодиј у Индији.
Град Плимут на карипском острву Монтсерат је град духова, иако је дејуре (по закону) главни град британске прекоокеанске територије Монтсерата. Становници града су евакуисани током вулканске ерупције 1995. године, да би био званично напуштен 1998. године након што је уништен након серија пирокластичних токова (брзи ток врућег гаса и стена) илахара (река блата састављена од воде, дробине стена и пирокластичног материјала.